# Joezjnyj Port
Joezjnyj Port (Russisch: Южный Порт, Nederlands: Zuidhaven) is een toekomstig station van de Ljoeblinsko-Dmitrovskaja-lijn van de Moskouse metro.
Al geruime tijd waren er voorstellen om het industrieterrein bij de zuidhaven aan te sluiten op de metro door een station in te voegen in de Ljoeblinsko-Dmitrovskaja-lijn. In 2017 toonden investeerders in projecten op het industrieterrein zich bereid om ook financieel bij te dragen aan de bouw van het station. De daarop volgende onderhandelingen liepen echter op niets uit. Op 15 oktober 2019 keurde de Moskouse burgemeester het bouwprogramma voor de metro in de periode 2020-2022 goed. Op 30 oktober 2019 maakte Andrej Botsjkarev, hoofd bouwafdeling van Moskou, bekend dat het station bij de zuidhaven zal worden gebouwd. De werkzaamheden zullen beginnen in 2021 en eind 2023 moet het station worden opgeleverd.